# Campanularia hincksii
Campanularia hincksii is een hydroïdpoliep uit de familie Campanulariidae. De poliep komt uit het geslacht Campanularia. Campanularia hincksii werd in 1856 voor het eerst wetenschappelijk beschreven door Alder. 